# Thoughts of a Dying Atheist
Thoughts of a Dying Atheist ("Pensamientos de un ateo moribundo" en español) es una canción de la banda británica de rock alternativo, Muse.
La canción está incluida en su tercer álbum de estudio "Absolution" lanzado en el año 2003.
Es la penúltima pista del disco y es también una de las canciones más cortas de la banda, ya que por poco supera los 3 minutos de duración.

## Composición
Thoughts of a Dying Atheist comienza con un arpegio de guitarra eléctrica que perdura por prácticamente toda la canción. El arpegio empieza solo, y a los pocos segundos se les unen la batería y el bajo para dar entrada a la estrofa.
En los coros, mientras Matt Bellamy canta, Chris Wolstenholme hace coros vocales como en muchas otras canciones de la banda.
La canción también tiene un solo de guitarra que va entre el segundo y tercer coro así dando final a la pieza.

## Letra
La canción habla como su nombre lo dice de una ateo que está muriendo y detalla todo lo que ve o escucha. Por ejemplo en la frase "Eerie whispers, trapped in my pillow" (susurros espeluznantes atrapados en mi almohada).
Otro ejemplo es el coro "And it's scares the all out of me, and the end it's all i can see" (y me asusta todo fuera de mi, y el final es todo lo que puedo ver) relata como ve que está muriendo.
- Datos: Q47496628